# 異星にいこうね
「異星にいこうね」（いせいにいこうね）は、いよわ feat. 星界のボーカロイド楽曲である。いよわ初の星界オリジナル楽曲であり、可不(KAFU) を用いた「きゅうくらりん」に続き、CeVIO AI「音楽的同位体」が用いられている作品で、星界(SEKAI) ソロオリジナル曲初のミリオン曲である。

## リリース
動画作品としては、YouTubeおよびニコニコ動画で、2022年4月29日に公開された。その後、2023年1月13日にデジタルシングルとして、「頬が乾くまで」および「地球の裏」とともにリリースされた。
2023年4月29日に発売された、音楽的同位体 星界(SEKAI) を用いた楽曲が集められたコンピレーションアルバムである『音楽的同位体 星界 1st COMPILATION ALBUM メタファー』のDISC1「詩想のメタファー」に収録された。その後、2024年6月26日にリリースされたいよわの 3rd アルバム『映画、陽だまり、卒業式』にも収録された。このアルバムでは、Disc 1 と Disc 2 の各盤に収録されている楽曲が、相互に参照する関係になっている。本楽曲は Disc 1 の4曲目に収録されており、Disc 2 の4曲目の「地球の裏」と対をなしているとされる。このアルバム中のハイライトである一曲とされる。

## 楽曲
音楽性としては、ほかの楽曲と同様にピッチベンドやポルタメントを用いたピッチの不安定なピアノが用いられており、なかでも本楽曲の間奏、1:44からはその好例であるとされる。ライターの栞にフィットする角は「きゅうくらりん」に次いで前衛的なポップセンスの1つのピークであると評している。
サウンドは軽快なシャッフルビートである。カスタネットのような音色がシャッフルするリズムが刻まれており、これは「キャットファイト」などにも見られる。
ボーカルには音楽的同位体 星界が用いられている。音楽家の横川理彦は、低い音程や、息の成分が多く、キャラクターの個性が現れていると論じている。浮ついた声色で高音域のボーカルから、不意に現れる低域に潜り込んだ声色に移り、「情緒が奇妙に乱高下し、聞き手にどこに連れて行かれるのか分からないような不安感を与える」楽曲となっている。「いよわ節」の曲調の楽曲であり、「とてもこなれている」と評されている。
サビのメロディはポップであるが、同時に各箇所で曖昧な音程を用いた「耳馴染みのない」ハーモニーが用いられている。これは「親しみやすさの中にどこか不気味な悪い感覚が付きまとう」と評される。
二番のサビ後ではピアノソロが演奏されるが、「奇妙な編集」が加えられている。そのため、「“何か”がポップソングに擬態しているとでもいったような緊張感」を帯びているとされる。これはアルバム2枚目の「深夜怖い」に見られるような、異様さの演出に表現を振り切って異様さを異様さとして提示しながら、疾走感とキャッチーさによって押し切ってしまうのとは対照的なアプローチであるとされる。
いよわの作品には星や惑星のイメージが象徴的に用いられることがあり、本楽曲もその一つである。同曲では「UFOにのって異星にいこうね いこうね」というフレーズが用いられる。SF作家の青島もうじきは、この星について「転回以降の閉じた惑星のイメージを形成している」と論じている。そして、同曲における連れて行かれる異星とは、この星から隔てられた別空間であるとしている。この星のイメージは、ほかにも「地球の裏」や「熱異常」などの作品でも登場する。また、前述の通り本楽曲は「地球の裏」と対をなしており、青島によると「強い関係として聴取することを方向付けられ」ている。すなわち、惑星について語る歌詞は、「それ自体が惑星としての構造を取り」、「惑星重力に対する上下それぞれの方向軸が、いずれもコペルニクス以降の惑星の閉じたイメージへと回収されてゆく」ものであるとされる。
バーチャルYouTuberの名取さなは本楽曲について、「地球の裏」とともに好きな楽曲に挙げている。「得体のしれない怖さがあるのにすごくかわいくて、きっと自分よりずっと強いであろう女の子」が好きで、両楽曲にはそれを感じると語っている。

## 反響
ニコニコ動画では、2023年5月30日にCeVIO伝説入りを達成している。これは、星界ソロオリジナル曲では初となるミリオン達成である。

### 二次創作など
Solariaを用いたカバーなどの二次創作動画が制作されている。いよわは、このカバーでSolariaの存在を知ったといい、最初は人間だと思ったと語っている。
また、星界の音声提供元であるバーチャルシンガーヰ世界情緒もカバーを行っており、星界とともにデュエットした動画を公開している。また、ヰ世界情緒と星界によるカバーは、理芽×ヰ世界情緒ツーマンライブ『Singularity Live』でも演奏された。

### ゲームへの収録
2024年8月29日に発売されたKAMITSUBAKI STUDIOによるリズムゲーム『神椿市協奏中。』では、初期収録楽曲として収録された。